# Jernej Godec
Jernej Godec, slovenski plavalec, * 16. januar 1986, Ljubljana.
Godec je za Slovenijo nastopil na Poletnih olimpijskih igrah 2004 v Atenah in na Poletnih olimpijskih igrah 2008 v Pekingu. 
V Atenah je bil član slovenske štafete 4 x 100 metrov mešano, ki je osvojila 14. mesto, v Pekingu pa je nastopil na 50 metrov prosto in zasedel 18. mesto.